# Ieruslan
|  | Aquest article tracta sobre el riu rus. Si cerqueu la localitat russa, vegeu «Ieruslan (Saràtov)». |

El Ieruslan - Еруслан (rus) - és un riu de Rússia, un afluent per l'esquerra del Volga. Passa per les óblasts de Saràtov i de Volgograd. Té una llargària de 278 km i una conca de 5.570 km². Neix al sud-oest de l'Obsxi Sirt a l'óblast de Saràtov i flueix en direcció sud - sud-oest pel sud de l'óblast i el nord-oest de l'óblast de Volgograd. Desemboca a uns 50 km al nord-oest de Pal·làssovka a l'embassament de Volgograd.
Roman glaçat des de finals de novembre o començaments de desembre fins a començaments d'abril. A l'estiu de vegades el riu s'asseca. No és navegable. Els seus afluents principals són el Soliónaia Kuba i el Iama.
La vila més important que hi ha a la vora del Ieruslan és Krasni Kut.